# Strib
Strib er en by på Fyn ved Lillebælt med 5.280 indbyggere  (2025), beliggende 6 km nord for Middelfart, 11 km nordvest for Nørre Åby og 13 km sydøst for Fredericia via den nye Lillebæltsbro (3 km i luftlinje). Byen hører til Middelfart Kommune og ligger i Region Syddanmark. Strib er den 11. største by på Fyn.
Strib hører til Strib Sogn. Strib Kirke, der er bygget af kalksten, ligger i byen. Strib er det 2. rigeste sogn i Danmark udenfor Hovedstadsområdet, kun overgået af Risskov i Aarhus.[kilde mangler]
På initiativ fra lokale foreninger er en af Prins Henriks skulpturer opstillet ved bygrænsen på Gl. Strandvej.

## Faciliteter
- Strib Skole har 626 elever, fordelt på 0.-9. klassetrin.[2] Ved skolen ligger de to Stribhaller, der blev opført i hhv. 1984 og 2002.
- Strib Fritids- og Aktivitetscenter, også kaldt Brændeskovhallerne eller Lillebæltshallerne, blev opført i 2005. Hal 1 er en opvisningshal på 1012 m² med 130 faste tilskuerpladser, der ved store stævner kan fordobles til 260 pladser. Hal 2 er på 990 m², og centret rummer desuden holdlokale, café og 8 omklædningsrum.[3]
- Strib Svømmehal har et stort bassin, vipper på 1 og 3 meter, varmtvandsbassin, der bl.a. bruges til babysvømning, sauna ved hvert af de to omklædningsrum samt motionscenter.[4]
- Strib Idrætsefterskole er en ren 10. klasseskole med plads til 124 elever. Den har 24 ansatte og egen idrætshal. Skolen bygger på et grundtvigsk livssyn.[5]
- Billeshave Efterskole har plads til 120 elever i 9. og 10. klasse. Skolen er en selvejende institution, stiftet af LO og Den Fynske Fagbevægelse i 1989.[6]
- Kursuscenter Brogården har en sal til 250 personer, Brohuset til 120 personer og 2 mødelokaler til 50 personer. Centret har 97 værelser med mulighed for opredning til 214 gæster. Heraf er 14 værelser til familier med handicappede. Brogården var en højskole, som blev stiftet af KFUM-Spejderne i Danmark i 1971. Da den gik konkurs i 2001, blev den overtaget af Fonden Pindstrup Centret, der nu driver 3 centre med det formål at fremme fællesskabet mellem handicappede og ikke-handicappede børn, unge, voksne og ældre.[7]
- Strib Forsamlingshus har en stor sal på 10x20 meter. Den kan deles i to rum. Huset er godkendt til 150 personer ved borde, 294 personer ved stolerækker eller 350 personer uden inventar. Huset blev opført i 1955-56 af Strib Idrætsforening med frivillig arbejdskraft. Foreningen solgte det i 1987 til Middelfart Kommune, som i 2004 solgte det til en borgergruppe i Strib. Gruppen dannede en forening, der driver huset og nu har 275 medlemmer.[8]
- Rudbækshøj Plejehjem har 38 plejeboliger og 2 gæsteboliger.[9]
- Børnehuset Stribonitten er en privat selvejende institution, som er normeret til 56 børnehavebørn og 22 vuggestuebørn.[10] Børnehaven Bulderby planlægger at åbne en vuggestueafdeling i maj 2021.[11]
- Bybusserne 401/402 har hyppige afgange mellem Strib og Middelfart. Nogle afgange går videre til Nørre Åby.
- Byen har 3 supermarkeder, slagter, pizzeria, bibliotek, apotek, lægehus og dyreklinik.

## Historie
I 1651 beordrede kong Frederik 3. oprettelse af færgesteder på Frederiksodde (det gamle navn for Fredericia) og Stribodde. Færgeruten var nødvendig for anlægget af fæstningsbyen Fredericia. 4 år senere begyndte man at anlægge en fæstning på Strib-halvøen. De to fæstninger skulle sammen kontrollere overgangen mellem Jylland og Fyn. På Strib nåede man at færdiggøre en voldlinje tværs over halvøen med tre bastioner, som man stadig kan se rester af, men fæstningen var ikke færdig, da Karl Gustav-krigene startede i 1657.
Under Treårskrigen blev slagplanen for Fredericia-slaget endeligt fastlagt ved et krigsråd i Vejlby Præstegård 4. juli 1849.

### Jernbanen
I starten af 1860'erne blev det diskuteret om den fynske hovedbane skulle have endestation i Middelfart med overfart til Snoghøj eller i Strib med overfart til Fredericia. Efter nederlaget i krigen i 1864 vejede militære hensyn tungt, så knudepunktet for de jyske jernbaner og færgefarten til Fyn blev lagt bag Fredericias beskyttende volde, og Strib blev valgt som endestation på Fyn.
Strækningen Nyborg-Middelfart blev åbnet i 1865. 1. november 1866 blev den forlænget fra Middelfart til Strib. På færgeruten Strib-Fredericia blev Danmarks første jernbanefærge indsat i 1872. Fra 1891 brugte man to færger, så et helt iltog kunne færges over samtidig – postvogne og bagagevogn med den ene færge, 5 passagervogne med den anden. I 1897 blev der overført 200 vogne pr. døgn.

### 1899
I 1899 beskrives Strib således: "Fiskerlejet Strib med Jærnbane- og Telegrafstation, Dampfærgehavn, indtil 12 F. dyb, under Udvidelse 1898—99, hvorfra Overfart til Fredericia, Badehotel og, paa Nordsiden af Strib-Odde, et Fyr (rundt, rødt- og hvidtstribet Jærntaarn med hvidt, fast Fyr, Flammens Højde 65 F., Lysvidden 3 1/4 Mil)...Strib Avlsgaard — ɔ: den tidligere „Strib Færgegaard“, fra hvilken 1897 er solgt den nu til Badehotel omdannede Hovedbygning samt 85 Td. Ld."

### Kirke, sogn og kommune
Kirke og præstegård lå i Vejlby 5 km sydøst for Strib, som først fik sin egen kirke i 1911. Indtil da måtte stribonitterne tage ad kirkestier til Vejlby. I en periode i 1870'erne var der dog gudstjenester i banegårdens 3. klasses ventesal. Endnu tidligere blev Strib Færgegårds vognport benyttet.
Strib Sogn blev udskilt fra Vejlby Sogn i 1918. De to sogne udgjorde Vejlby-Strib sognekommune, som ved kommunalreformen i 1970 blev indlemmet i Middelfart Kommune.

### Ferieby
I takt med den stigende trafik udviklede byen sig, og fra omkring 1900 blev Strib et mondænt sted at holde sommerferie. Der kom badehotel og musikpavillon, og der blev bygget store villaer langs skrænten på halvøens nordside. Det søde sommerliv holdt sig til under 1. Verdenskrig. Der var trængsel i Fredericia, fordi man før 1909 ikke måtte bygge uden for voldene. Så det var naturligt at fredericianerne søgte til Strib.

### Stribbanen
Den gamle lillebæltsbro, der havde været under anlæg siden 1925, blev åbnet 14. maj 1935. Dagen efter blev Strib Station og færgefarten Strib-Fredericia nedlagt. Strækningen Middelfart-Strib blev degraderet fra dobbeltsporet hovedbane til enkeltsporet godsbane, herefter kaldt Stribbanen. Dens østlige spor blev nedlagt, og dets tracé blev i 1935-36 brugt til anlæg af vej mellem Middelfart og Strib. Banens vestlige spor blev liggende til 2000, hvorefter resten af tracéet blev til cykelsti og udvidelse af vejen.
Under Besættelsen, hvor der var mangel på gummi, måtte man så vidt muligt erstatte rutebiler med tog. Persontogsdriften på Stribbanen blev genoptaget i 1944-47 med en generatordrevet motorvogn fra Brenderupbanen.
I 1970'erne begyndte man at ombygge de to færgelejer til Strib Bådehavn, der har 145 pladser. På kajen kan man stadig se pullerter fra færgetiden, og smedjen står som den eneste rest af Strib Station.
Efter tabet af færgefarten og endestationen var Strib i stagnation fra 1935 til 1950'erne. I 1960'erne og 1970'erne kom der igen vækst i byen med udstykning af Stribgårdens marker syd for kirken.

### Skolen
I 1890-1901 var der i Strib en privatskole med 3 lærere. I 1901 byggede man første del af den nuværende folkeskole. Den havde fra starten 57 elever, fordelt på 2 klasser. I 1911 var det steget til 113 elever, fordelt på 4 klasser, og skolen blev udvidet med en forskolebygning. Der blev tilbygget 1 klasselokale i 1916 og 2 i 1928, hvor elevtallet var 209. I 1934 var der 224 elever og 6 klasselokaler.
Med den store fraflytning fra byen efter 1935 kom elevtallet i 1942 ned på 140. Men i det år opførte man bl.a. en gymnastiksal - tidligere foregik gymnastikundervisningen på skolegårdens grus. I 1953, 1962, 1974, 1977, 1983, 2003 og 2009 blev skolen igen udvidet. I 1973 blev Strib Svømmehal indviet - indtil da foregik svømmeundervisningen fra en badebro ved stranden.
Fra 1959 kunne eleverne fortsætte efter 7. skoleår og tage realeksamen, hvis de pendlede til Fredericia med personfærgen, som stadig sejlede. Fra 1963 kunne man også tage realeksamen i Strib.

### Marsvinestationen
I 1962 blev Marsvinestationen oprettet i det gamle færgeleje og den bygning, der nu er Strib Bådeklubs klubhus. Stationen var oprindeligt finansieret af NATO og forskede i marsvins og sælers bioakustik og fysiologi. Stationen blev nedlagt i 1974 og forskningen blev overført til Syddansk Universitet i Odense, hvor den fortsatte indtil 1983.

### Pendlerby
Med åbningen af den nye lillebæltsbro i 1970 blev Strib motorvejsby med nem adgang til E20. Strib blev dermed endnu mere attraktiv som pendlerby. Strib Sogn var i 2015 det tredjerigeste på Fyn med en gennemsnitlig indkomst på 375.404 kr.

## Galleri
- Strib Odde set fra Lillebæltsbroen
- Brændeskovhallerne
- Idrætsefterskolen
- Billeshave Efterskole
- Brogården
- Forsamlingshuset
- Cykelsti på banetracéet
- Yderst på Strib Odde står Strib Fyr.